# Leuctra madritensis
Leuctra madritensis är en bäcksländeart som beskrevs av Aubert 1952. Leuctra madritensis ingår i släktet Leuctra och familjen smalbäcksländor. Inga underarter finns listade i Catalogue of Life.